# Narodnyj Futbol'nyj Klub Spartak Ivano-Frankivs'k
Lo Spartak Ivano-Frankivs'k, ufficialmente Narodnyj Futbol'nyj Klub Spartak Ivano-Frankivs'k (in ucraino Футбольний клуб Спартак Івано-Франківськ?), è stata una società calcistica ucraina che aveva sede nella città di Ivano-Frankivs'k.

## Storia
Il club fu fondato nel 1940 col nome di Spartak Stanislav, dato che la città di Ivano-Frankivs'k fu nota come Stanislav fino al 1962. Ebbe la possibilità di partecipare al Campionato sovietico di calcio a partire dal 1956 quando fu collocato nella seconda serie (il campionato era organizzato solo su due livelli); nel 1957, al secondo anno di attività nei campionati nazionali, sfiorò la promozione in massima serie, vincendo il proprio girone e finendo secondo nel girone promozione. In seguito i risultati peggiorarono e dopo il 1962, quando il campionato fu riorganizzato su tre livelli, il club retrocesse.
Solo nel 1969 la squadra riuscì a vincere sia il proprio girone, sia i play-off ucraini, ma vista la riorganizzazione dei campionati (che passò temporaneamente su quattro livelli), il risultato servì solo ad ottenere la permanenza in terza serie. Nel 1972, invece, riuscì a vincere sia il proprio girone, sia la finale play-off contro il Daugava Rīga, tornando in massima serie dopo dieci anni. Rimase in questa categoria fino al 1980, quando finì ventesimo retrocedendo.
L'anno seguente il club cambiò nome in Prykarpat'e Ivano-Frankivs'k e, tornata in terza serie, la squadra non ottenne più significativi risultati, tanto che al termine del 1989 il club fu retrocesso nella neonata quarta serie.
Con la dissoluzione dell'Unione Sovietica, però, il club fu collocato nella neonata Vyšča Liha, la massima serie del Campionato ucraino di calcio. La squadra retrocesse immediatamente finendo penultima in uno dei due gironi. Appena due anni dopo, però, grazie alla vittoria del campionato, la squadra tornò subito in massima serie. Dopo una serie di stagioni nelle retrovie (con una salvezza giunta solo ai play-out nella stagione 1998-1999), la squadra retrocesse al termine della stagione 1999-2000. Dal 2003 il club riprese la storica denominazione di Spartak; dopo sette anni in seconda serie, il club fallì nel 2007.
A seguito del fallimento del club l'altra squadra cittadina, fino ad allora nota come Fakel, fu chiamata Prykarpattja Ivano-Frankivs'k.

## Palmarès

### Competizioni nazionali
- Pervaja Liga: 1

1957 (Girone 2)
- Vtoraja Liga: 2

1969 (Girone 1 Ucraino e Girone Finale Ucraino), 1972 (Girone 1)
- Perša Liha: 1

1993-1994